# Ле Крочаре (Мантова)
Ле Крочаре је насеље у Италији у округу Мантова, региону Ломбардија.
Према процени из 2011. у насељу је живело 16 становника. Насеље се налази на надморској висини од 18 м.